# SOS (Jonas Brothers-låt)
S.O.S är en sång av det amerikanska bandet Jonas Brothers.

## Listplaceringar
| Lista (2007-2008)                | Topplacering |
| -------------------------------- | ------------ |
| Australiska singellistan         | 47           |
| Austrian Singles Chart           | 33           |
| Belgiska singellistan (Flandern) | 8            |
| Belgiska singllistan (Vallonien) | 9            |
| Canadian Hot 100                 | 49           |
| Danish Singles Chart             | 28           |
| Nederländska topp 40             | 32           |
| Franska SNEP-singellistan        | 15           |
| Tyska singellistan               | 26           |
| Irländska singellistan           | 14           |
| Italienska FIMI-singellistan     | 21           |
| Norska singellistan              | 2            |
| Svenska singellistan             | 28           |
| Schweiziska singellistan         | 66           |
| USA:s Billboard Hot 100          | 17           |
| USA:sBillboard Pop 100           | 5            |
| Brittiska singellistan           | 13           |